# Jurij Averbach
Jurij Averbach (rusky Ю́рий Льво́вич Аверба́х; 8. února 1922, Kaluga – 7. května 2022, Moskva) byl ruský a sovětský šachista a šachový spisovatel. V roce 2022 byl nejstarším žijícím šachovým velmistrem a stal se prvním velmistrem, který se dožil věku sta let. V letech 1972 až 1977 byl předsedou sovětské šachové federace.

## Život a kariéra
Averbachův otec byl německý Žid a jeho předkové pocházeli z Německa (se jménem Auerbach). Averbachova matka byla ruské národnosti.

### Úspěchy
Averbachův první velký úspěch bylo první místo na mistrovství Moskvy v roce 1949, kdy skončil před hráči jako Andor Lilienthal, Jakov Estrin či Vladimir Simagin. V roce 1952 se stal mezinárodním velmistrem. V roce 1954 vyhrál šachový šampionát SSSR, a to před hráči jako Mark Tajmanov, Viktor Korčnoj, Tigran Petrosjan, Jefim Geller nebo Salo Flohr. V roce 1956 se na tomto šampionátu umístil první, a to společně s Tajmanovem a Borisem Spasským. V play-off pak skončil druhý. Averbachova dcera Jana se později za Tajmanova provdala. Mezi další velké turnaje, které Averbach vyhrál, patřil turnaj ve Vídni v roce 1961 a v roce 1962 v Moskvě. Kvalifikoval se na turnaj kandidátů z roku 1953 (vítěz tohoto turnaje získal právo vyzvat mistra světa v šachu) a skončil desátý z patnácti účastníků. Rovněž se kvalifikoval na mezipásmový turnaj v Portoroži v roce 1958, když skončil na čtvrtém místě na mistrovství SSSR 1958 v Rize. V Portoroži skončil na sedmém až jedenáctém místě, čímž o půl bodu do turnaje kandidátů nepostoupil.

### Styl hraní
Averbachův herní styl bylo pro mnoho ryzích útočníků velmi těžké přemoci. Averbach napsal: „... když Nežmetdinov zaútočil, mohl porazit každého, včetně Tala. Ale moje skóre proti němu bylo asi 8½ – ½, a to proto, že jsem mu nedal žádnou možnost aktivní hry. On pak začal hledat komplikace, které by mi mohly ztížit hru, a zhoršil si tak pozici.“
Proti světovým šampionům Maxi Euwemu a Tigranu Petrosjanovi měl kladné skóre.

### Spisovatel
Averbach je považován za jednoho z hlavních teoretiků šachové koncovky. Publikoval více než 100 studií, z nichž mnohé významně přispěly k rozvoji teorie koncovek. V roce 1956 získal FIDE titul mezinárodního rozhodčího šachových studií, v roce 1969 se pak stal mezinárodním rozhodčím.
Averbach byl také šachovým novinářem a autorem. Editoval sovětské šachové časopisy Šachy v SSSR a Šachový bulletin.

### Přínos v teorii zahájení
Jmenuje se po něm několik variant zahájení.
- Averbachova varianta královské indické obrany
- Polo-Averbachova varianta královské indické obrany (E73)
- Averbachova varianta moderní obrany